# Шиплер, Дэвид
Дэ́вид Ши́плер (англ. David K. Shipler; род. 3 декабря 1942, г. Ориндж, Нью-Джерси) — известный американский журналист и писатель, профессор, лауреат Пулитцеровской премии (1987). Окончил Дартмутский колледж, а также изучал русский язык, советскую политику, экономику и историю в Русском институте Колумбийского университета. Работал иностранным обозревателем в газете «Нью-Йорк таймс» с 1966 по 1988. Публиковал репортажи из Сайгона, Москвы (1977—1978) и Иерусалима. Он пишет также для еженедельника The New Yorker, газет Washington Post, и Los Angeles Times. Способствовал распространению гибкого рабочего времени («Банк времени») в СССР и США.

## Наиболее известные книги Д. Шиплера
- Arab and Jew: Wounded Spirits in a Promised Land (1986)
- Russia: Broken Idols, Solemn Dreams (1983)
- The Working Poor: Invisible in America. 1st ed. Knopf (2004)